# Zhuozhou
Zhuozhou är en stad på häradsnivå i norra Kina och en del av Baodings stad på prefekturnivå i provinsen Hebei. Den är belägen cirka 50 kilometer sydväst om Peking, och har lite över en halv miljon invånare på en yta av 742 km².

## Demografi
| Område                         | Invånarantal 1 juli 1990 | Invånarantal 1 november 2000 |
| ------------------------------ | ------------------------ | ---------------------------- |
| Stad (de jure)                 | Ingen uppgift            | 576 271                      |
| Stad (de facto)                | 495 361                  | 546 754                      |
| Urban befolkning (de facto)    | 107 087                  | 188 532                      |
| ...varav centralort (de facto) | 99 398                   | Ingen uppgift                |